# Chivo expiatorio

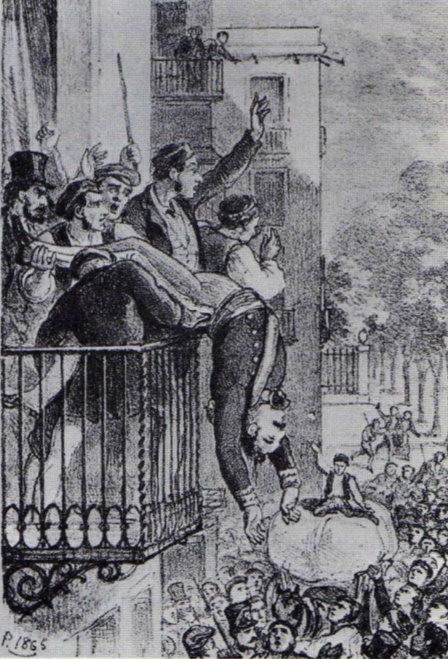
Asesinato del general Bassa durante las Bullangas de Barcelona (1835).

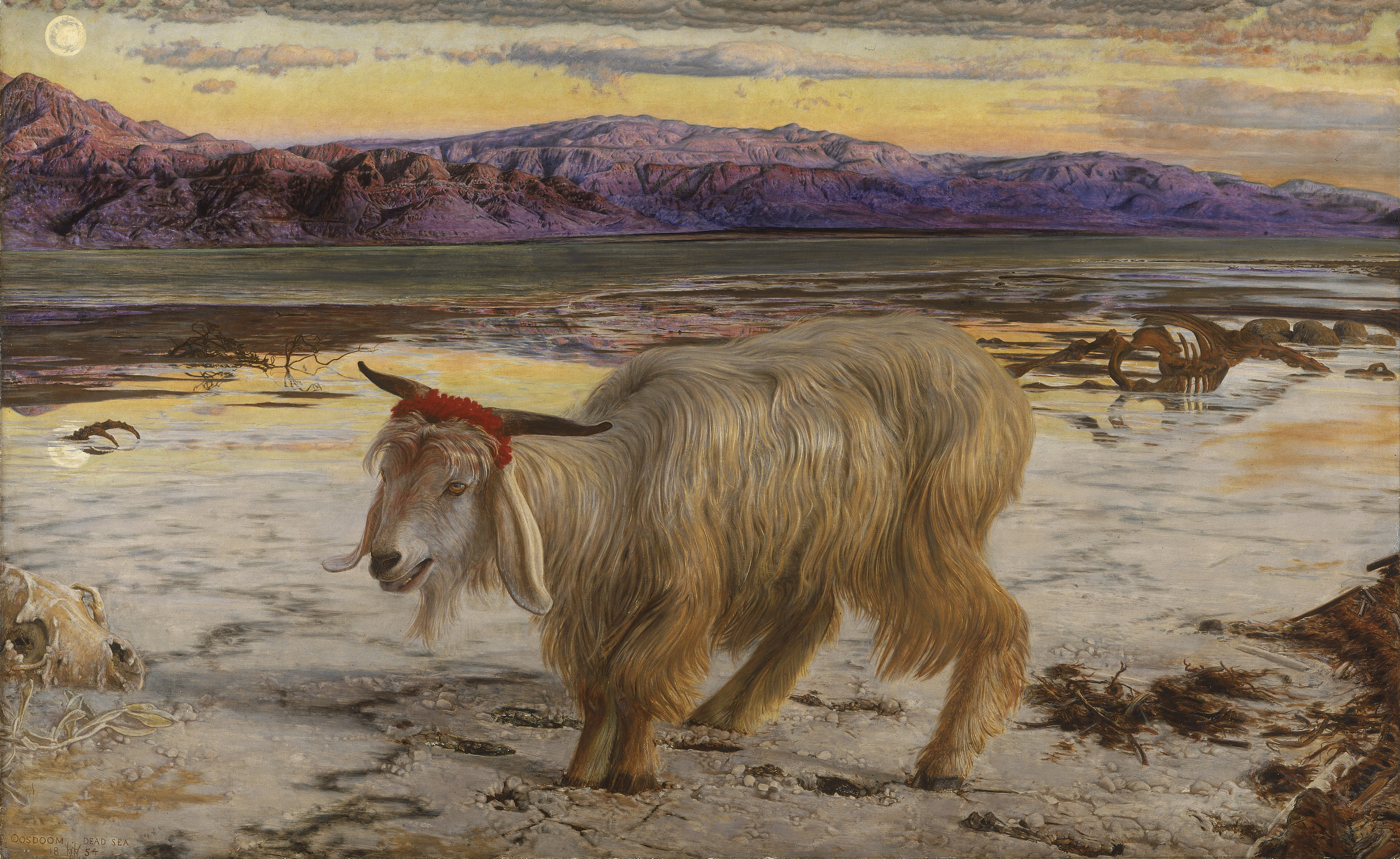
El chivo expiatorio, por William Holman Hunt.

Un chivo expiatorio es la denominación que se le da a una persona o grupo de personas a quienes se quiere hacer culpables de algo con independencia de su inocencia, sirviendo así de excusa a los fines del inculpador. De manera más específica, este apelativo se emplea para calificar a aquellos sobre quienes se aplica injustamente una acusación o condena para impedir que los auténticos responsables sean juzgados o para satisfacer la necesidad de condena ante la falta de culpables.

## Origen
Los judíos, en los tiempos del Antiguo Testamento, sacrificaban un chivo (joven macho de la cabra) de acuerdo con el mandato de Dios, a fin de purificar las culpas por medio del sacrificio (Levítico 16). La expresión proviene del latín expiatorius, y significa literalmente «antes de venerar».

## Historia
La expresión se menciona en la Biblia, en el ritual llevado a cabo en la festividad más importante del año del calendario hebreo, en Israel, el Día de la expiación, en el cual se purificaba del pecado el tabernáculo, el santuario móvil construido por los israelitas. En dicho ritual, se echaban suertes sobre dos machos cabríos: uno era sacrificado por el Sumo Sacerdote, para la expiación de los pecados de los israelitas; el otro era cargado con todas las culpas del pueblo judío "para enviarlo a Azazel al desierto". Este último era conocido como chivo expiatorio. En la actualidad, se utiliza la expresión para denominar a aquella persona que ha pagado las culpas de otra o de un grupo, librando a estos de represalias. También es posible que la persona víctima de este fenómeno termine mintiendo su efectiva responsabilidad para aliviar la situación, pidiendo una especie de perdón o porque recibió una amenaza coactiva, lo que a veces la empeora y hace difícil encontrar la verdad, confundiéndose a la víctima con el victimario.[cita requerida]

## En sociología
En sociología, el término se emplea para designar a una persona o grupo al cual los más afectados por la frustración redirigen su agresión.

## Cabeza de turco
Un chivo expiatorio también se conoce como cabeza de turco. El origen de esta expresión se halla en las Cruzadas. La animadversión existente de las fuerzas cristianas hacia los turcos hacía que fuese muy valorado el lograr matar a uno de ellos. Si se conseguía matar a uno, se le cortaba la cabeza para ser puesta en cualquier palo, fierro o cosa alargada, a modo de trofeo. Así, se le invocaban todos los males acaecidos a los cristianos, no solo en el campo de batalla, sino también aquellos ajenos a su voluntad.